# Pauline Félicité de Mailly

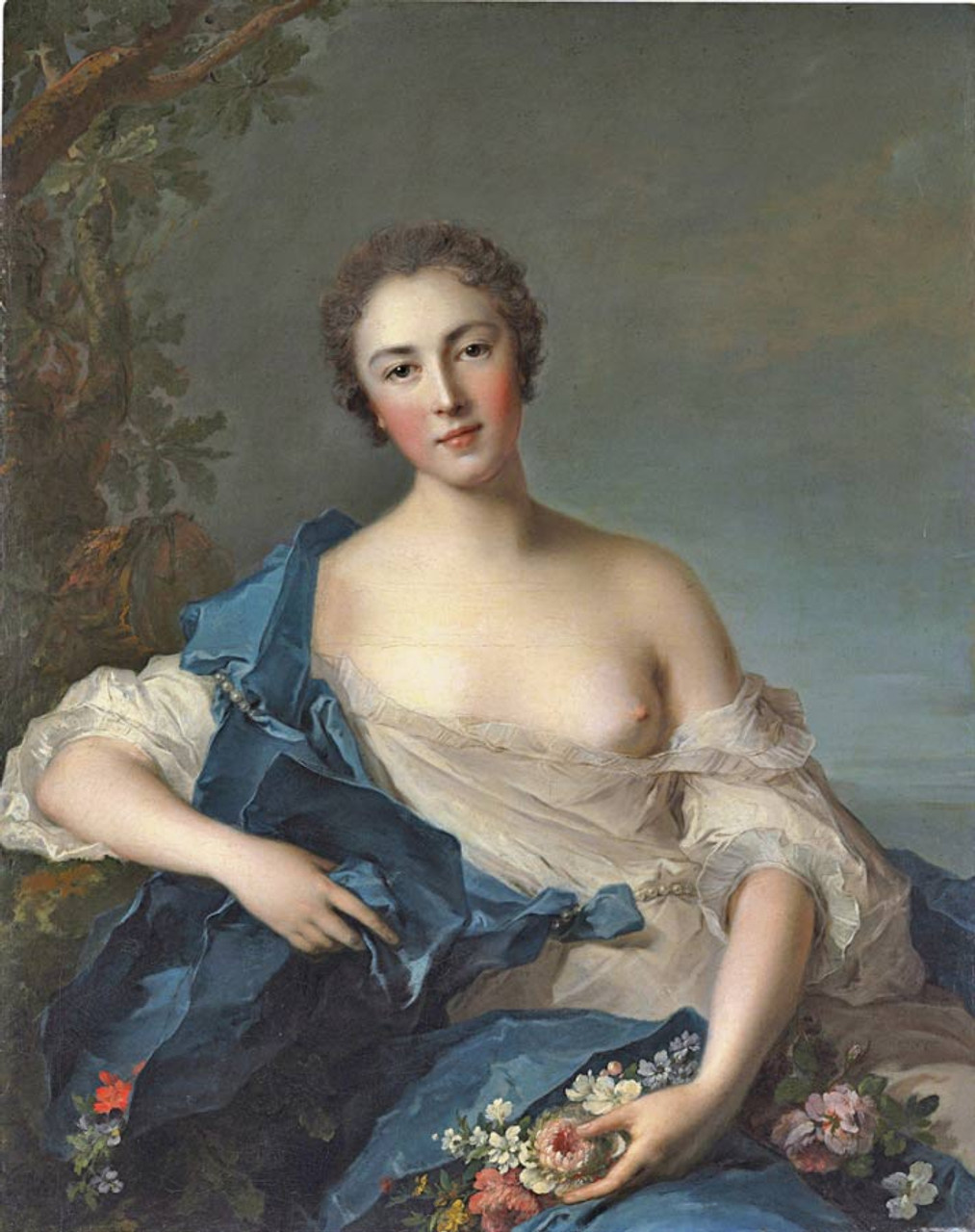
Pauline Félicité de Mailly-Nesle, marchiză de Vintimille, de Jean-Marc Nattier

Pauline Félicité de Mailly-Nesle (1712–1741), marchiză de Vintimille, a fost a doua dintre cele cinci faimoase surori de Nesle, dintre care patru au devenit metrese ale regelui Ludovic al XV-lea al Franței.

## Biografie
Pauline Félicité a fost a doua fiică a lui Louis de Mailly, marchiz de Nesle și de Mailly, Prinț de Orania (1689 - 1767) și a soției acestuia, Armande Félice de La Porte Mazarin (1691 - 1729). Părinții ei s-au căsătorit în 1709. Mama ei a fost fiica lui Paul Jules de La Porte, duce Mazarin și de La Meilleraye (1666 - 1731), fiul faimoasei aventuriere, Hortense Mancini, nepoata Cardinalului Mazarin. Pauline Félicité a avut patru surori:
- Louise Julie de Mailly, Mademoiselle de Mailly, contesă de Mailly (1710 - 1751),
- Diane Adélaïde de Mailly, Mademoiselle de Montcavrel, ducesă de Lauraguais (1714 - 1769),
- Hortense Félicité de Mailly, Mademoiselle de Chalon, marchiză de Flavacourt (1715 - 1763).
- Marie Anne de Mailly, Mademoiselle de Monchy, marchiză de La Tournelle, ducesă de Châteauroux (1717–1744).

Singura soră de Nesle care nu a devenit metresă a lui Ludovic al XV-lea a fost marchiza de Flavacourt. Louise Julie a fost prima soră care l-a atras pe rege, urmată de Pauline Félicité, însă Marie Anne a fost cea care a avut succes în manipularea regelui și care a deținut putere politică.
Pauline Félicité a avut și o soră vitregă mai mică, Henriette de Bourbon (1725 - 1780), din relația mamei ei cu Louis Henri, Duce de Bourbon, ministru șef al regelui Ludovic al XV-lea din 1723 până în 1726.

## Metresă a lui Ludovic al XV-lea
În 1738, Pauline a scris surorii ei mai mari, Madame de Mailly, metresa oficială a regelui, cerându-i să fie invitată la curte. Ea a primit invitația, și în timpul șederii sale l-a sedus pe rege care s-a îndrăgostit de ea.
Mademoiselle de Nesle a devenit a doua metresă oficială a lui Ludovic al XV-lea, deși sora ei și-a păstrat poziția de maîtresse en titre. Regele a răsfățat-o cu daruri, cel mai mare fiind castelul Choisy-le-Roi, recent decorat în albastru și argintiu. Pentru a-i oferi un statut corespunzător la curte, regele a aranjat ca ea să se căsătorească cu un nobil care era foarte încântat să lase cuplul în pace. La 28 septembrie 1739, Mademoiselle de Nesle s-a căsătorit cu Jean Baptiste Félix Hubert de Vintimille, marchiz de Vintimille, conte du Luc, care s-a retras la țară după nuntă. Curând noua marchiză a rămas însărcinată cu regele.
Madame de Vintimille a fost descrisă ca fiind mai înaltă, mai puternică și mai spirituală decât sora ei mai mare. Ea a fost mult mai ambițioasă decât sora ei mai mare și predecesoarea ei, Madame de Mailly, și a fost avidă după bani și influență politică; aroganța ei a făcut-o repede nepopulară la curte și nu numai.
Perioada ei ca metresă regală a fost scurtă; a murit de convulsii în timp ce dădea naștere unui fiu al regelui în 1741.
Corpul ei a fost depus la Lit-de-parade în orașul Versailles, dar în timpul nopții gardienii au părăsit sala să bea și mulțimea a intrat și a mutilat cadavrul "curvei regelui".
Atât regele cât și sora ei mai mare au fost devastați de moartea ei, iar Madame de Mailly, se spune, că a început să spele picioarele săracilor ca un semn catolic de remușcare.
Fiul regelui și al Paulinei a fost numit Louis după tată și a primit titlul de duce de Luc. Semăna atât de mult cu tatăl său încât a fost numit Demi-Louis, "micul Louis". A fost crescut de mătușa sa, Madame de Mailly. Regele a avut grijă de nevoile sale însă niciodată nu i-a acordat prea multă atenție. Mai târziu, Madame de Pompadour a vrut să o căsătorească pe fiica ei cu el, dar regele nu a permis.